# Dolly (álbum)
Dolly es el decimosexto álbum de estudio de a Dolly Parton, publicado en noviembre de 1975. "The Seeker", es una canción espiritual perteneciente al género country-pop que alcanzó la posición # 2 del chart country;y el sencillo "We Used To" llegó al puesto # 14, mientras que "Stairway to Heaven" al canzó la nada despreciable pocsición #9. El álbum alcanzó la posición #14 del chart de álbumes country. 

## Canciones
1. "We Used To" - 3:13
2. "The Love I Used To Call Mine" - 2:50
3. "Hold Me" - 2:37
4. "Most Of All Why" - 3:05
5. "Bobby's Arms" - 2:42
6. "The Seeker" - 3:04
7. "My Heart Started Breaking" - 3:20
8. "Because I Love You" - 2:16
9. "Only The Memory Remains" - 2:46
10. "I'll Remember You As Mine" - 2:47